# El papat durant l'era de les Revolucions
La història moderna del papat es basa en les dues més grans deposicions de propietats papals de la seva història, derivades dels francesos i de la seva propagació a Europa, incloent Itàlia.

## Història

### La Revolució francesa

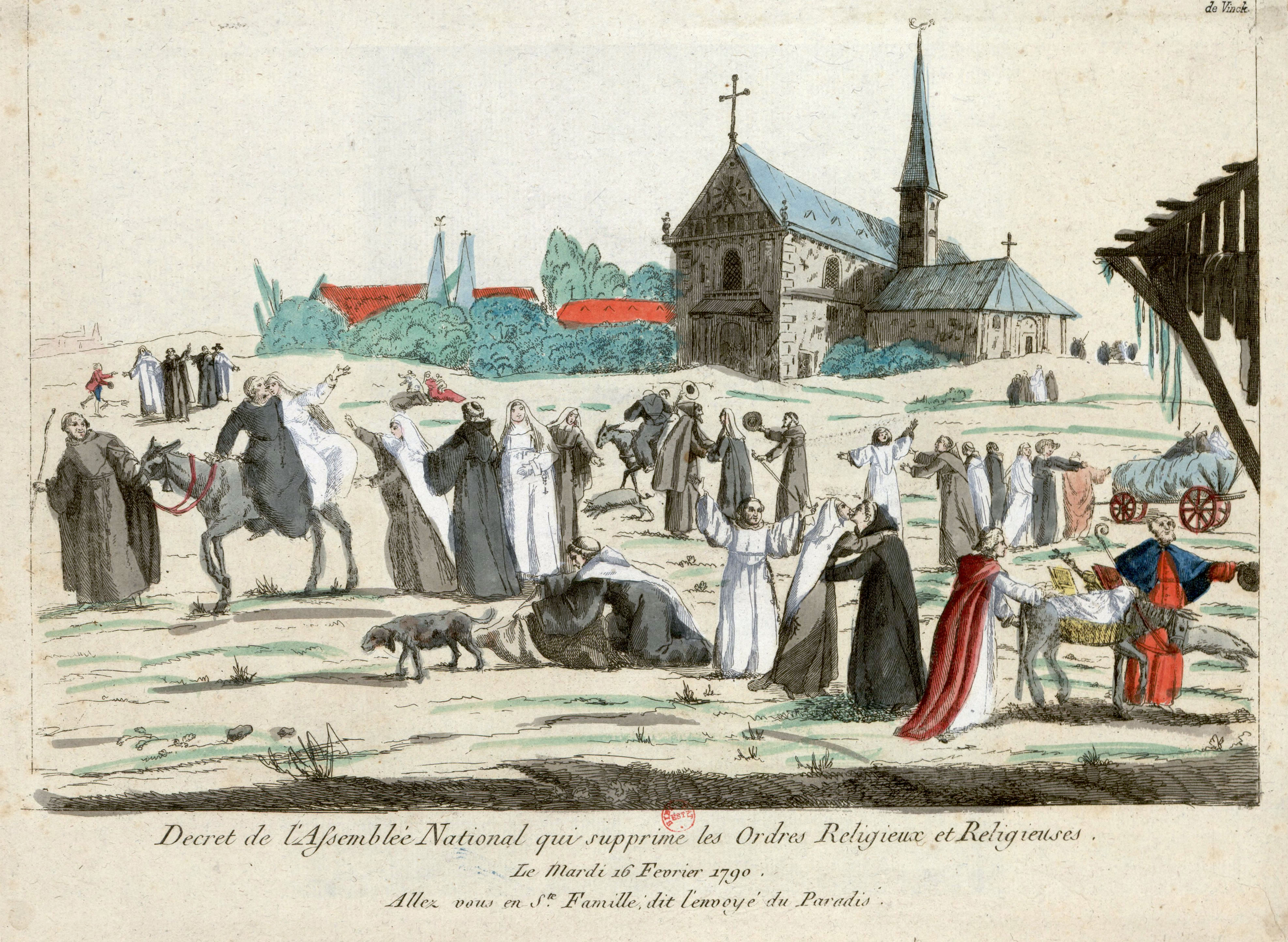
Caricatura de l'època, després del decret del 16 de febrer de 1790, els monjos i monges gaudeixen de la seva nova llibertat

El 1793, un diplomàtic francès a Roma, Nicolas Jean Hugon de Bassville, va dedicar una exhibició provocativa de la tricolor, símbol del republicanisme anticlerical francès. Una multitud romana el va atacar i va morir l'endemà. Quatre anys més tard, quan Napoleó va arribar tan al sud com a Ancona mentre avançava cap a Roma, aquest incident va seguir sent un greuge específic pel qual França va mantenir al papa responsable, exigint i rebent 300.000 lliures com a compensació per a la família de Basseville.

### L'Itàlia napoleònica
El 1796, les tropes republicanes franceses sota el comandament de Napoleó Bonaparte van envair Itàlia, van derrotar les tropes papals i van ocupar Ancona i Loreto. Pius VI va demandar la pau. El preu de persuadir l'intrús francès per dirigir-se cap al nord, acordat al tractat de Tolentino, va suposar una indemnització massiva, l'eliminació de moltes obres d'art de les col·leccions del Vaticà i la rendició a França de Bolonya, Ferrara i la Romanya.

### Roma ocupada pels francesos
El resultat va ser que un exèrcit francès va ocupar Roma el febrer de 1808. El mes següent es va annexionar una altra secció dels estats papals (les Marques) al regne napoleònic d'Itàlia. Napoleó va seguir aquests afronts annexionant el 1809 tot el que quedava dels Estats Pontificis, inclosa la ciutat de Roma, i anunciant que el Papa ja no tenia cap forma d'autoritat temporal. Pius VII va respondre mitjançant un ús immediat de la seva autoritat espiritual, excomunicant Napoleó immediatament i a tots els altres relacionats amb aquest ultratge. Pius VII fou immediatament arrestat i traslladat a una presó a França.
Es tracta dels fets que van posar tota la península italiana sota control francès el 1809. La situació es va mantenir sense canvis fins després de la derrota de Napoleó a Leipzig el 1813 - esdeveniment seguit de la recuperació austríaca de gran part d'Itàlia i un posterior segell d'aprovació al congrés de Viena.

### La República romana
Durant els regnats dels papes Lleó XII (1823–9) i Gregori XVI (1831–46), Roma es va identificar fortament amb els sentiments antiliberals de la majoria de les cases europees dominants del dia. L'elecció del papa Pius IX el 1846 semblava prometre un papat menys reaccionari. No obstant això, el 1848, les revolucions nacionalistes i liberals van començar a esclatar a tot Europa; el 1849 es va declarar una República romana i el papa va fugir de la ciutat. Lluís Napoleó Bonaparte, recentment elegit president de la recent declarada Segona República Francesa, va veure l'oportunitat de promoure l'opinió conservadora catòlica a França i, en cooperació amb Àustria, va enviar tropes per restaurar el domini papal a Roma. Després d'uns durs combats, Pius va ser retornat a Roma per un exèrcit francès victoriós i, en penedir-se de les seves tendències liberals anteriors, va seguir una dura i conservadora política encara més repressiva que la dels seus predecessors.
Fins i tot abans de la guerra francoprussiana, Pius IX havia previst que s'esvaïa el poder temporal de l'Església i havia començat a redefinir l'Església catòlica com a poder espiritual que serviria com a balma ferma contra les tendències liberals del període.

## Teologia
El Primer Concili Vaticà va establir clars fonamentals teòrics a l'aposta de Pius IX per una centralització intensificada del govern eclesiàstic a Roma. La definició per part del concili sobre la infal·libilitat papal va reforçar l'exercici energètic del poder magisterial papal que va ser una característica tan marcada durant els anys entre el primer i el Segon Concili Vaticà. El propòsit principal del papa era obtenir la confirmació de la posició que havia adoptat en el seu Syllabus Errorum (1864), condemnant una àmplia gamma de posicions relacionades amb el racionalisme, el liberalisme i el materialisme. i definir la doctrina relativa a l'Església. A les tres sessions, es va debatre i aprovar només dues constitucions: Dei Filius, la Constitució dogmàtica sobre la fe catòlica i el Pastor Aeternus, la Primera Constitució dogmàtica sobre l'Església de Crist, que tractava sobre la primacia i la infal·libilitat del bisbe de Roma. en definir solemnement un dogma.
Set mesos després, el 18 de juliol de 1870, els prelats reunits a Sant Pere van acceptar un dogma poc compromès: el papa, quan parla del seu tron sobre una qüestió de fe o moral, està inspirat en Déu i, per tant, és infal·lible. La infal·libilitat papal no era més que l'exemple més sorprenent de la posició autoritària que s'estava establint. Cal dir que la majoria dels bisbes discrepants havien abandonat Roma abans de la votació final. La direcció en què Pius IX prenia l'església es feia molt clara en un document de 1864 conegut simplement com a Programa. Es tracta d'una llista de vuitanta moderns que inclouen temes tan amplis com el socialisme, el matrimoni civil i l'educació laica. L'últim error és el concepte que “el pontífex romà pot i hauria de reconciliar-se i estar d'acord amb el progrés, el liberalisme i la civilització moderna”.